# デジタル・ドメイン
デジタル・ドメイン（Digital Domain）は、アメリカ合衆国のVFXの制作会社である。特殊効果スタッフのスタン・ウィンストンが、映画監督のジェームズ・キャメロンと共に設立した会社であり、本社はカリフォルニア州ロサンゼルスに所在する。『トゥルーライズ』『アポロ13』を経て『タイタニック』のVFXで一躍その名を轟かせ、1998年、2001年、2008年にはアカデミー科学技術賞を受賞している。

## 歴史
元々はウィンストンが『ジュラシック・パーク』のCGI恐竜に感銘した夫人の薦めで自分のスタジオにデジタル部門を設立した事に始まり、当時インダストリアル・ライト&マジック（ILM）のゼネラルマネージャーであったスコット・ロス（ルーカスフィルム副社長も務めた）がこれを買収。ウィンストンの盟友であるキャメロンと共に、IBMやCox Communicationsの融資を受けて設立した。
1998年にキャメロンとウィンストンがオーナーを辞任する。キャメロンはこの辞任でデジタル･ドメインの権利を全て放棄。ウィンストンも再び自分のスタジオにデジタル部門を設立している。
2002年、アカデミー賞受賞の合成ソフト・Nukeを市場で販売するための子会社「D2ソフトウェア」を設立した。
2006年にマイケル・ベイが買収、オーナーに就任。キャメロン時代から社長を務めてきたロスはベイと経営方針が合わず辞任。ベイはILM、マイクロソフトから新しい経営陣を迎えて、新生デジタル･ドメインを構築。
2010年、デジタル・ドメインはカナダのバンクーバーと、アメリカ合衆国フロリダ州のポートセントルーシーにサテライトスタジオ（支社）を開業した。
2011年デジタル・ドメインは3D映画制作会社のイン・スリー社（In-Three Inc）を買収、傘下にした。
2011年4月、フロリダ州立大学のCollege of Motion Picture Artsと提携し、デジタル・ドメイン研究所を設立。
2011年7月、デジタル・ドメインと、映画製作スタジオや映画館チェーンを営むインドのReliance MediaWorks社（RMW）は、英国ロンドンとインド・ムンバイの2拠点に、共同でVFXと3Dステレオスコピックを専門とするポストプロダクションを設立すると発表した。両社は、今回共同で設立した2拠点のポストプロダクションを含め、DIからデジタルマスタリング、VFXからアニメーションまで全てを扱えるワールドワイドのネットワークを築き、2011年中には年4-5本の大型制作プロジェクトをこなすプロダクションを作り上げた。
2012年9月、デジタル・ドメインは破産。フロリダのスタジオを閉鎖。中華人民共和国の北京小馬奔騰影視文化発展（ギャラピングホース）は経営難に陥ったデジタル・ドメインを買収した。買収額は3020万ドル。
2013年7月、ギャラピングホースと提携している香港の奧亮集團（サン・イノヴェーション）がデジタル・ドメインの所有権を過半数獲得、同社の傘下に置く。これにより同社の幹部であったダニエル・シアがCEOに就任した。なお、サン・イノヴェーション社は現在、デジタル・ドメイン・ホールディングス・リミテッド(Digital Domain Holdings Limited)と社名を変えている。

## 受賞歴
デジタル・ドメイン（略称：DD）の商業チームは多くの業界トップの組織から受賞されてきたと認識されている。
2009年3月現在、DDはアカデミー賞を7度受賞している。『タイタニック』『奇蹟の輝き』『ベンジャミン・バトン　数奇な人生』で3度の最高視覚効果賞。Track（トラッキングソフトウェア）、Nuke（合成ソフトウェア）、Storm（ボリュームメトリック・レンダラー）、Fsim（流体シミュレーションシステム）などの優れた技術で4度の科学技術賞を受賞している。
また、アカデミー視覚効果賞ではそれとは別に3度、『アポロ13』『トゥルーライズ』『アイ、ロボット』でノミネートされている。さらに、DDはそのすぐれたデジタル映像技術によってイギリスのアカデミー賞（BAFTA）も複数受賞し、Prix Ars Electronica と Prix Pixel INA賞も受賞している。 
DDのコマーシャル部門は、コマーシャルのトップディレクターとともに仕事をし、テレビコマーシャルにデジタル映像とアニメーションを制作している。今日までに34度のクリオ賞、8度のカンヌ国際広告祭、その他多数の広告賞を受賞している。

## 参加作品
※インターネット・ムービー・データベースおよび会社サイトより引用。

### 映画

#### 1999年まで
- 1994年『インタビュー・ウィズ・ヴァンパイア』 Interview with Vampire: The Vampire Chronicles
- 1994年『トゥルーライズ』 True Lies （アカデミー視覚効果賞にノミネート）
- 1994年『薔薇の素顔』 Color of Night
- 1995年『アポロ13』 Apollo 13 （アカデミー視覚効果賞にノミネート）
- 1995年『ストレンジ・デイズ/1999年12月31日』 Strange Days
- 1996年『D.N.A./ドクター・モローの島』 The Island of Dr. Moreau
- 1997年『ダンテズ・ピーク』 Dante's Peak
- 1997年『タイタニック』 Titanic （アカデミー視覚効果賞を受賞）
- 1997年『クンドゥン』 Kundun
- 1997年『フィフス・エレメント』 The Fifth Element
- 1998年『奇蹟の輝き』 What Dreams May Come （アカデミー視覚効果賞を受賞）
- 1998年『アルマゲドン』 Armageddon
- 1999年『エドtv』 Edtv
- 1999年『ファイト・クラブ』 Fight Club

#### 2000年代
- 2000年『グリンチ』 How the Grinch Stole Christmas
- 2000年『X-メン』 X-Men
- 2000年『レッドプラネット』 Red Planet
- 2000年『オー・ブラザー!』 O Brother, Where Art Thou?
- 2001年『ロード・オブ・ザ・リング』 The Lord of the Rings: The Fellowship of the Ring
- 2001年『ビューティフル・マインド』 A Beautiful Mind
- 2001年『バニラ・スカイ』 Vanilla Sky
- 2002年『ワンス・アンド・フォーエバー』 We Were Soldiers
- 2002年『タイムマシン』 The Time Machine
- 2002年『トリプルX』 xXx
- 2002年『アダプテーション』 Adaptation.
- 2002年『ネメシス/S.T.X』 Star Trek: Nemesis
- 2003年『デアデビル』 Daredevil
- 2003年『ミニミニ大作戦』 The Italian Job
- 2003年『ルーニー・テューンズ:バック・イン・アクション』 Looney Tunes: Back in Action
- 2003年『ピーター・パン』 Peter Pan
- 2004年『デイ・アフター・トゥモロー』 The Day After Tomorrow （アカデミー科学技術賞を受賞）
- 2004年『アイ,ロボット』 I, Robot  （アカデミー視覚効果賞にノミネート）
- 2004年『フライト・オブ・フェニックス』 Flight of the Phoenix
- 2005年『ステルス』 Stealth
- 2005年『シンデレラマン』 Cinderella Man
- 2005年『ダーク・ウォーター』 Dark Water
- 2005年『チャーリーとチョコレート工場』 Charlie and the Chocolate Company
- 2005年『イーオン・フラックス』 Æon Flux
- 2006年『キャプテン・ズーム』 Zoom
- 2006年『Gガール 破壊的な彼女』 My Super Ex-Girlfriend
- 2006年『テキサス・チェーンソー ビギニング』 The Texas Chainsaw Massacre: The Beginning
- 2006年『父親たちの星条旗』 Flags of Our Fathers
- 2006年『硫黄島からの手紙』 Letters from Iwo Jima
- 2007年『ルイスと未来泥棒』 Meet the Robinsons
- 2007年『パイレーツ・オブ・カリビアン/ワールド・エンド』 Pirates of the Caribbean: At World's End
- 2007年『トランスフォーマー』 Transformers
- 2007年『光の六つのしるし』 The Seeker: The Dark is Rising
- 2007年『ゾディアック 』 Zodiac
- 2007年『アンダーカヴァー』 We Own the Night
- 2007年『ライラの冒険 黄金の羅針盤 』 The Golden Compass
- 2008年『ジャンパー』 Jumper
- 2008年『スピード・レーサー 』 Speed Racer
- 2008年『ハムナプトラ3 呪われた皇帝の秘宝 』 The Mummy: Tomb of the Dragon Emperor
- 2008年『グラン・トリノ』 Gran Torino
- 2008年『ベンジャミン・バトン 数奇な人生 』 The Curious Case of Benjamin Button （アカデミー視覚効果賞を受賞）
- 2009年『スター・トレック』 Star Trek
- 2009年『ナイト ミュージアム2』 Night at the Museum: Battle of the Smithsonian
- 2009年『トランスフォーマー: リベンジ』 Transformers: Revenge of the Fallen
- 2009年『G.I.ジョー』 G.I. Joe: The Rise of Cobra
- 2009年『2012』 2012

#### 2010年代
- 2010年『パーシー・ジャクソンとオリンポスの神々』 Percy Jackson & the Olympians: The Lightning Thief
- 2010年『特攻野郎Aチーム THE MOVIE』 The A-Team
- 2010年『トロン: レガシー』 Tron: Legacy
- 2011年『マイティ・ソー』 Thor
- 2011年『X-MEN:ファースト・ジェネレーション』 X-Men: First Class
- 2011年『トランスフォーマー/ダークサイド・ムーン』 Transformers: Dark of the Moon （アカデミー視覚効果賞にノミネート）
- 2011年『リアル・スティール』 Real Steal  (アカデミー視覚効果賞にノミネート)
- 2011年『フライトナイト/恐怖の夜』 Fright Night
- 2011年『ドラゴン・タトゥーの女』 The Girl with the Dragon Tattoo
- 2012年『センター・オブ・ジ・アース2 神秘の島』 Journey 2: The Mysterious Island
- 2012年『ロック・オブ・エイジズ』 Rock of Ages
- 2012年『アベンジャーズ』 The Avengers
- 2013年『エイリアン バスターズ』The Watch
- 2013年『ジャックと天空の巨人』 Jack the Giant Killer
- 2013年『G.I.ジョー バック2リベンジ』 G.I. Joe: Retaliation
- 2013年『オブリビオン』 Oblivion
- 2013年『アイアンマン3』 Iron Man 3
- 2013年『her/世界でひとつの彼女』 Her
- 2013年『エンダーのゲーム 』 Ender's Game
- 2013年『47RONIN』 47 Ronin
- 2014年『ロスト・リバー』 Lost River
- 2014年『X-MEN:フューチャー&パスト』 X-Men: Days of Future Past
- 2014年『マレフィセント』 Maleficent
- 2014年『イントゥ・ザ・ストーム』 Into the Storm
- 2014年『ゴーン・ガール』 Gone Girl
- 2014年『ナイト ミュージアム/エジプト王の秘密』 Night at the Museum: Secret of the Tomb
- 2015年『ブラックハット』 Blackhat
- 2015年『ワイルド・スピード SKY MISSION』 Furious 7
- 2015年『ピクセル』 Pixels
- 2015年『アイ・イン・ザ・スカイ 世界一安全な戦場』 Eye in the Sky
- 2016年『デッドプール』 Deadpool
- 2016年『スノーホワイト/氷の王国』 The Huntsman: Winter's War
- 2016年『ジャングル・ブック』 The Jungle Book
- 2016年『X-MEN:アポカリプス』 X-Men: Apocalypse
- 2016年『俺たちポップスター』 Popstar: Never Stop Never Stopping
- 2016年『インデペンデンス・デイ: リサージェンス』 Independence Day: Resurgence
- 2016年『ニュートン・ナイト 自由の旗をかかげた男』 Free State of Jones
- 2016年『スーサイド・スクワッド』 Suicide Squad
- 2016年『パッセンジャー』 Passengers
- 2017年『美女と野獣』 Beauty and the Beast
- 2017年『パワーレンジャー』 Power Rangers
- 2017年『ワイルド・スピード ICE BREAK』 The Fate of the Furious
- 2017年『スパイダーマン:ホームカミング』 Spider-Man: Homecoming
- 2017年『マイティ・ソー/バトルロイヤル』 Thor: Ragnarok
- 2018年『ブラックパンサー』 Black Panther
- 2018年『レディ・プレイヤー1』 Ready Player One
- 2018年『リンクル・イン・タイム』 A Wrinkle in Time
- 2018年『アベンジャーズ/インフィニティ・ウォー』 Avengers: Infinity War
- 2018年『アントマン&ワスプ』 Ant-Man and the Wasp
- 2018年『SHADOW/影武者』影
- 2018年『アクアマン』 Aquaman
- 2019年『ラ・ヨローナ〜泣く女〜』 The Curse of La Llorona
- 2019年『キャプテン・マーベル』 Captain Marvel
- 2019年『シャザム!』 Shazam!
- 2019年『アベンジャーズ/エンドゲーム』 Avengers: Endgame
- 2019年『ターミネーター:ニュー・フェイト』 Terminator: Dark Fate

#### 2020年代
- 2020年『ソニック・ザ・ムービー』 Sonic the Hedgehog
- 2020年『スターガール』 Stargirl
- 2021年『カオス・ウォーキング』 Chaos Walking
- 2021年『ブラック・ウィドウ』 Black Widow
- 2021年『フリー・ガイ』 Free Guy
- 2021年『シャン・チー/テン・リングスの伝説』 Shang-Chi and the Legend of the Ten Rings
- 2022年『モービウス』 Morbius』
- 2022年『ブラックパンサー/ワカンダ・フォーエバー』Black Panther: Wakanda Forever

### テレビドラマ
- 2013年〜 ：ハウス・オブ・カード 野望の階段 House of Cards
- 2014年〜 ：Black Sails/ブラック・セイルズ(シーズン2〜)[12][13] Black Sails
- 2016年：ゲーム・オブ・スローンズ(シーズン6) Game of Thrones
- 2016年：グッド・プレイス(シーズン1) The Good Place
- 2018年〜2019年：レモニー・スニケットの世にも不幸なできごと(シーズン2〜3) A Series of Unfortunately Events

### その他
- 1996年『ターミネーター 2:3-D』（ユニバーサル・スタジオ・ハリウッドのアトラクション。日本では2003年にUSJで上映）